# Hatínský klen
Hatínský klen (také známý jako javor Marie Terezie) byl druhý nejmohutnější památný javor v jižních Čechách a zároveň jediný památný strom, který Marii Terezii připomínal. Stál v Hatíně (nedaleko Velkého rybníka) u jihovýchodního rohu stavení č. 2.

## Základní údaje
- název: Hatínský klen, javor Marie Terezie
- výška: 20 m (1977)[4], 25 m (1995)[1]
- obvod: 560 (1977), 565 cm (1995)[1][4], 573 cm (1997)[5]
- věk: ?
- zdravotní stav: 1 (1977)[4], 2 (1995)[4]
- umístění: kraj Jihočeský, okres Jindřichův Hradec, obec Hatín
- souřadnice: 49°6'22.77"N, 14°54'37.32"E

## Stav stromu a údržba
Kmen stromu byl až do obou kosterních větví, na které se kmen dělil ve výšce 5 metrů. Z kmene vybočovala silná větev ve tvaru šroubovice. Dutina byla otevřená v horní části kmene i u kořenů. U země kmen rozšiřovaly mohutné kořenové náběhy a nádory. V roce 2002 byl ještě strom živý, i když už téměř polovina koruny nebyla olistěná. Klen padl při vichřici 8. května 2003 v 19:45. Třeboňsko tak přišlo v krátkém intervalu tří let o tři unikátní památné stromy: o svůj největší javor, největší lípu (Jemčinská lípa) a druhý největší buk (Hatínský buk)

## Historie a pověsti
Podle hatínské kroniky si stín tohoto javoru pro svůj odpočinek vybrala při inspekční cestě císařovna Marie Terezie.

## Další zajímavosti
Klenu Marie Terezie byl věnován prostor v televizním pořadu Paměť stromů, konkrétně v dílu č. 9: Stromy osobností. Javor padl téměř přesně rok po natáčení, takže záběry stromu v tomto pořadu jsou jedny z posledních dochovaných.

## Památné a významné stromy v okolí
- Hatínský buk (zanikl roku 2006)
- Jemčinská lípa (zanikla roku 2006)
- Jemčinský dub
- Jemčinská alej
- Veledub
- Duby u Zadního dvora